# Gerhard Wisnewski
Pour les articles homonymes, voir Wisnewski.
Gerhard Wisnewski, né en 1959 à Krumbach, est un journaliste, essayiste et réalisateur allemand, auteur d'ouvrages conspirationnistes.

## Thèmes abordés
Wisnewski a abordé le thème des rumeurs sur le programme Apollo dans son livre One small step, rappelant que le cosmonaute Alexeï Leonov dans une entrevue de 2009 à Ria Novosti a admis que « certaines » photographies des atterrissages lunaires avaient été faites en studio. Selon Wisnewski, cela force à se demander quelles photographies sont vraies et lesquelles ne le sont pas. Pour lui, la simulation d'un atterrissage sur la Lune était moins chère et couronnée de succès à coup sûr afin de reconquérir le leadership mondial au plan psychologique et politique affaibli par la guerre du Viet Nam, l'assassinat de Kennedy et d'activistes des droits civils comme Martin Luther King et Malcolm X.
Comme l'indique Conspiracy Watch, Gerhard Wisnewski est l'auteur de livres conspirationnistes sur les attentats du 11 septembre 2001, et d'articles entre autres sur la mort du leader autrichien d’extrême droite Jörg Haider, complétés par un livre en 2009, ainsi que d'autres après les années 2008-2009 notamment sur le suicide de la juge Kirsten Heisig. Celle-ci a été retrouvée morte pendue mystérieusement dans la forêt de Tegel, près de Berlin-Heligensee le 28 juin 2010. Il est fait mention d'elle dans un livre paru la même année peu avant son mystérieux décès.

## Œuvres
en allemand
- Avec Wolfgang Landgraeber et Ekkehard Sieker: Das RAF-Phantom. Wozu Politik und Wirtschaft Terroristen brauchen. Droemer Knaur, München Februar 1992,  (ISBN 3-426-80010-1)
- Operation 9/11, (2003), * Mythos 9/11. Der Wahrheit auf der Spur. Neue Enthüllungen. Droemer Knaur, München August 2004,  (ISBN 3-426-77783-5)
- Lügen im Weltraum. Von der Mondlandung zur Weltherrschaft. Droemer Knaur, München November 2005,  (ISBN 3-426-77755-X)
- Verschlußsache Terror. Wer die Welt mit Angst regiert. Droemer Knaur, München Januar 2007,  (ISBN 3-426-77932-3) * Verheimlicht - vertuscht - vergessen. Was 2007 nicht in der Zeitung stand. Droemer Knaur, München Februar 2008,  (ISBN 3-426-78048-8)
- Verheimlicht - vertuscht - vergessen. Was 2008 nicht in der Zeitung stand. Droemer Knaur, München Februar 2009,  (ISBN 978-3-426-78185-2) * Jörg Haider: Unfall, Mord oder Attentat?. Kopp Verlag, Mai 2009,  (ISBN 978-3-938-51690-4)
- Der Kritische Jahresrückblick 2007, (2008)
- Der Kritische Jahresrückblick 2008, Droemer Knaur, Munich 2008,  (ISBN 978-3-426-78048-0) (depuis, chaque année)
- Jörg Haider. Unfall, Mord oder Attentat? Kopp, Rottenburg 2009,  (ISBN 978-3-938516-90-4).
- Drahtzieher der Macht. Die Bilderberger – Verschwörung der Spitzen von Wirtschaft, Politik und Medien. Droemer Knaur, München 2010,  (ISBN 978-3-426-78206-4).

en anglais
- One Small Step?: The Great Moon Hoax and the Race to Dominate Earth from Space, Clairview book, 2007.

## Filmographie
- 1992 : Die Zerstörung der RAF-Legende (La destruction de la légende de la RAF)
- 1994 : Ein Mann zum Beschatten - Privatdetektive in Deutschland (Un homme à suivre - Détectives privés en Allemagne)
- 1999 : Am Himmel gibt es keine Bremsspuren - Wie Flugunfälle aufgeklärt werden (Dans le ciel, il n'y a pas de traces de freinage - Comment les accidents d'avion sont élucidés)
- 2001 : Mosaik des Todes - Wie Katastrophenopfer identifiziert werden (Mosaïque de la mort - Comment les victimes de catastrophes sont identifiées)
- 2002 : Die Akte Apollo - Auf den Spuren der Mondlandung (Le dossier Apollo - Sur les traces de l'alunissage)
- 2003 : Aktenzeichen 11.9. ungelöst (Dossier 11.9. non résolu)